# Guantanamera (Guajira)
Guantanamera (Guajira) è un brano musicale di Zucchero Fornaciari, pubblicato il 19 ottobre 2012 come singolo di traino dell'album La sesión cubana interamente registrato a Cuba.

## Descrizione
Il brano è la versione con testo italiano della popolare canzone omonima.

## Il video
Le immagini del videoclip rimandano alla jam session in sala di registrazione cui si alternano alcuni estratti della vita di tutti i giorni tra l'underground di L'Avana. Zucchero è immortalato con i musicisti che hanno contribuito alla realizzazione dell'album e con il produttore Don Was.
- Guantanamera (Guajira), su YouTube. URL consultato il 21 aprile 2016.

## Tracce
1. Guantanamera (Guajira) – 3:48 (testo: Zucchero – musica: anonimo cubano)

## Classifiche

### Classifiche settimanali
| Classifiche (2012) | Posizione massima |
| ------------------ | ----------------- |
| Italia             | 11                |

### Classifiche di fine anno
| Classifica (2012) | Posizione |
| ----------------- | --------- |
| Italia            | 96        |